# Fairview (Kalifornia)
Fairview – jednostka osadnicza w Stanach Zjednoczonych, w stanie Kalifornia, w hrabstwie Alameda.